# Ammalo metapyrrha
Ammalo metapyrrha är en fjärilsart som beskrevs av Rothschild 1910. Ammalo metapyrrha ingår i släktet Ammalo och familjen björnspinnare. Inga underarter finns listade i Catalogue of Life.